# ورزشگاه مندیزوروتسا
ورزشگاه مندیزوروتسا (به اسپانیایی: Estadio Mendizorrotza) با ظرفیت ۱۹٬۹۰۰ نفر یکی از ورزشگاه‌های فوتبال کشور اسپانیا است که در شهر بیتوریا ایالت سرزمین باسک واقع شده‌است. این ورزشگاه در سال ۱۹۲۴ بازگشایی شد و در حال حاضر بازی‌های خانگی باشگاه فوتبال دپورتیوو آلاوز در آن برگزار می‌گردد.